# Oroso (ort)
Oroso är en ort i Spanien.   Den ligger i provinsen Provincia da Coruña och regionen Galicien, i den nordvästra delen av landet, 500 km nordväst om huvudstaden Madrid. Oroso ligger 274 meter över havet och antalet invånare är 6 378.
Terrängen runt Oroso är platt. Runt Oroso är det ganska glesbefolkat, med 35 invånare per kvadratkilometer. Närmaste större samhälle är Santiago de Compostela, 14,6 km sydväst om Oroso. Omgivningarna runt Oroso är en mosaik av jordbruksmark och naturlig växtlighet.